# Immanuel Herrmann
Pour les articles homonymes, voir Herrmann.
Immanuel Gottlob Herrmann (né le 29 juillet 1870 à Rommelshausen et mort le 22 mai 1945 à Neu-Finkenkrug) est un professeur d'université allemand et un homme politique social-démocrate.

## Biographie
Immanuel est le fils du professeur Johann Jakob Herrmann (1836-1889) et de sa femme Christiane  et grandit avec sept frères et sœurs. Il étudie au lycée de Stuttgart et, après avoir réussi l'examen d'État, suit les séminaires théologiques protestants (de) de Schöntal et d'Urach. En tant que membre de l'abbaye de Tübingen, il étudie ensuite la théologie protestante à l'Université de Tübingen. De 1892 à 1893, Herrmann effectue une année de service militaire volontaire, qu'il complète avec le grade de sous-sergent de réserve. En 1894, il entreprend des études de génie mécanique et de génie électrique à l'Université technique de Stuttgart. En 1898, il réussit le premier examen d'État pour les ingénieurs en mécanique et fut ensuite assistant à l'Institut électrotechnique du TH Stuttgart jusqu'en mai 1899. De 1899 à 1901, il travaille comme ingénieur au bureau central des recherches scientifiques et techniques (de) de Neubabelsberg, puis devient professeur assistant et, à partir de 1902, professeur extraordinaire d'électrotechnique à la TH Stuttgart. Ses cours magistraux traitaient, par exemple, des bases de la télégraphie et de la téléphonie, de la métrologie électrotechnique, de la théorie des courants alternatifs et des centrales électriques dont les lignes.
Herrmann participe à la Première Guerre mondiale en tant qu'officier technique, principalement en Flandre. En 1916, il reçoit la croix de fer de première classe. À partir de 1921, Herrmann est à nouveau un professeur extraordinaire à Stuttgart. À partir de 1927, il inclut la technologie radio dans son programme d'enseignement. En 1929, Herrmann est nommé professeur titulaire. De 1919 à 1933, il est président de l'Association des libres penseurs et des monistes du Wurtemberg, de 1929 à 1933 président de la Fédération allemande des monistes (de). En mars 1933, Herrmann est démis de ses fonctions universitaires et placé en détention dite préventive par les nouveaux dirigeants nationaux-socialistes en raison de son rôle politique dans la période révolutionnaire de 1918 et 1919.

## Politique
Immanuel Herrmann est membre du SPD et de 1919 à 1920 occupe un mandat à l'Assemblée constituante (de) du nouvel État populaire libre de Wurtemberg. Du 15 janvier 1919 au 28 juin de la même année, il est également le dernier ministre wurtembergeois de la Guerre (de) avant la dissolution de l'armée wurtembergeoise aux termes du traité de Versailles et le transfert des nouvelles troupes de sécurité (de) à la Reichswehr provisoire en vertu de l'article 79 de la Constitution de la république de Weimar. Herrmann est extrêmement pacifiste et se consacre avec un grand idéalisme au démantèlement du système militaire au Wurtemberg. Les décisions militaires réelles, telles que le déploiement des troupes du Wurtemberg pour renverser la république soviétique de Munich, sont prises par le chef du gouvernement Wilhelm Blos ou par l'ensemble du cabinet.

## Famille
Immanuel Herrmann se marie avec Else Koenig en 1901. Le couple a trois enfants.

## Publications
Herrmann écrit plusieurs volumes sur des sujets d'ingénierie électrique dans la célèbre collection Göschen (de).